# 罗田县
罗田县是中华人民共和国湖北省黄冈市所辖的一个县，位于湖北省东北部、巴河上游、大别山南侧，邻接安徽省。总面积为2129.1平方公里，罗田县常住总人口約55万人。县人民政府駐凤山鎮。
罗田县盛产的丁亮颇有名气。与英山县交界处有大别山脉主峰“天堂寨”（海拔1729.13米）。三里畈附近有温泉。

## 行政区划
罗田县下辖10个镇、2个乡：
凤山镇、骆驼坳镇、大河岸镇、九资河镇、胜利镇、河铺镇、三里畈镇、匡河镇、白庙河镇、大崎镇、白莲河乡、平湖乡、罗田县经济开发区、青苔关林场、天堂寨林场、薄刀峰林场和黄狮寨林场。

## 人口及经济
根據第七次人口普查數據，截至2020年11月1日零時，羅田縣常住人口473195人。
截至2018年末，罗田县总户数20.93万户，户籍人口59.76万，常住人口55.27万人。其中：城镇24.32万人，乡村30.95万人。城镇化率44.01%。全年出生人口6830人，出生率为11.5‰；死亡人口3711人，死亡率为6.2‰。
城乡居民人均可支配收入16482元人民币，其中城镇常住居民人均可支配收入26786元，农村常住居民人均可支配收入11039元。
2018年，罗田县地区生产总值为138.23亿元人民币，人均 GDP 约23131万元。第一、二、三产业占比分别为18.49%、36.43%、45.08%。

## 基础设施

### 交通
高速公路
 沪武高速
 麻阳高速
国道
 220国道
 318国道
省道
 204省道
 228省道
 241省道
 309省道